# Les Nuits de Port-Saïd
Pour plus de détails, voir Fiche technique et Distribution.
Les Nuits de Port-Saïd est un film français réalisé par Leo Mittler et sorti en 1932.

## Fiche technique
- Titre : Les Nuits de Port-Saïd
- Titre original : Die Nächte von Port-Said
- Réalisation : Leo Mittler
- Scénario : Walter Mehring
- Photographie : John Alton
- Musique : Francis Gromon et Marcel Lattès
- Décors : Alfred Junge
- Pays d'origine :  France
- Société de production : Les Studios Paramount
- Format : Noir et blanc — 35 mm — 1,20:1 — Son : Mono
- Métrage : 1 980 mètres
- Genre : Film dramatique, Film d'aventure
- Durée : 84 minutes (1 h 24)
- Dates de sortie : 
  - Autriche : 6 mai 1932
  - France : 8 octobre 1933

## Distribution
- Renée Héribel : Charlotte
- Gustav Diessl : le matelot Hans
- Oskar Homolka : Winston Winkler
- Marcel Vallée : l'oncle
- Leonard Steckel : le levantin
- Jean Worms : le tenancier de l'agence
- Armand Lurville
- José Davert
- Nadia Sibirskaïa